# Lord of the Chefs
„Lord of the Chefs” е първото кулинарно телевизионно реалити шоу в българския телевизионен ефир. Шоуто започва да се излъчва от 15 март 2011 по bTV.
Изпълнителен продуцент на предаването е Seven-Eight Production на Слави Трифонов, а продуцент е bTV Media Group. Водещ на Lord of the Chefs е Елен Колева. Журито, оценяващо приготвените от участниците ястия, е съставено от трима главни готвачи – Chef Ради Стамболов, Chef Борис Петров, Chef Ивайло Петков.
Победител в първия, и единствен дотогава, сезон на шоуто е Сидония Радева. Нейната награда е напълно обзаведен ресторант, който тя кръщава Sidonyia – Lord of the Chefs.

## Сезони
| Сезон | Сезон | ТВ канал | Година | Епизоди | Старт        | Финал       | Победител      | Награда   |
| ----- | ----- | -------- | ------ | ------- | ------------ | ----------- | -------------- | --------- |
|       | 1     | bTV      | 2011   | 22      | 15 март 2011 | 26 май 2011 | Сидония Радева | ресторант |

## Първи сезон
Предаването стартира на 15 март 2011 година. Излъчва се два пъти в праймтайма на bTV – вторник и четвъртък от 21:00 до 22:00 часа. Финалът на предаването е на 26 май 2011 година. Повторения на епизодите се излъчват по bTV Action всеки вторник и сряда от 16:00 часа.
Предаването е заснето HRC Кулинарна академия Добрич. Мястото е избрано от продуцентите, смятано за най-доброто и подходящо такова за заснемането на първия сезон на реалити шоуто.

## Участници
- Сидония Радева (32 г.; Добрич) (победител)
- Живко Иванов (34 г., София)
- Владимир Стоичков (35 г.; Перник)
- Виталия Гъдова (26 г.; Момчилград)
- Миладин Новакович (32 г.)
- Нормен Волф (30 г.; Лайпциг, Германия)
- Пламен Петков (37 г.; Стара Загора)
- Боряна Пандева (39 г.; с. Горно Драглище)
- Димитър Вътев (30 г.; Плевен)
- Елена Биларева (24 г.; Пловдив)
- Ивелин Иванов (28 г., Сремска Митровица, Сърбия)
- Радка Чонкова (30 г.; София)
- Петя Щифлер (40 г.; с. Горно Белотинци)
- Васил Арнаудов (28 г., София)
- Силвия Атанасова (24 г., София)
- Милен Панев (31 г.; Пловдив)